# Fantasound

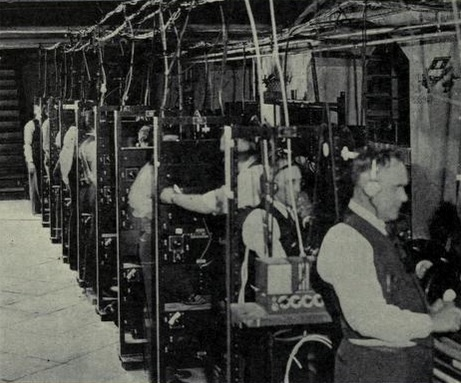
Inżynierowie pracujący przy ośmiu maszynach do optycznego zapisu dźwięku na taśmie filmowej przy pracy. Aparaturę ustawiono w piwnicy pod filadelfijską Academy of Music, w której audytorium muzycy nagrywali ścieżkę dźwiękową do filmu Fantasia.

Fantasound – pierwszy na świecie system kina dźwiękowego z wielokanałowym dźwiękiem. System został opracowany przez inżynierów studio Walta Disneya i został po raz pierwszy użyty do stworzenia dźwięku przestrzennego w kreskówce Fantazja, która weszła na ekrany 13 listopada 1940 roku.
Choć system udało się dopracować i dobrze spełniał pokładane w nim nadzieje, jego instalacja w kinach była przedsięwzięciem drogim i ryzykownym finansowo ze względu na brak filmów nagrywanych zgodnie z jego wymaganiami. Ostatecznie aparaturę pozwalającą odtwarzać dźwięk wielokanałowy zainstalowano jedynie w 14 kinach należących do koncernu Disneya.
Choć system nie odniósł sukcesu rynkowego, opracowane podczas jego konstruowania rozwiązania techniczne przyczyniły się do stworzenia innych systemów kina dźwiękowego ponad dekadę później, przede wszystkim systemu CinemaScope.

## Historia

### Wczesne problemy
Pierwsze systemy kina dźwiękowego wykorzystujące zapis optyczny dźwięku lub system Sound-on-tape stały się znane w połowie lat 30. XX wieku. Dawały możliwość odtwarzania jednokanałowego zapisu ścieżki dźwiękowej za pomocą jednego lub kilku głośników umieszczonych za ekranem lub w jego pobliżu. Częstotliwości i dynamiczne zakresy optycznej ścieżki dźwiękowej z tamtych lat były wystarczające do odtwarzania mowy, ale ograniczały możliwości akompaniamentu muzycznego. Sceny z jedynym źródłem dźwięku były zbyt „płaskie”, dlatego studio Disneya pod kierunkiem głównego inżyniera Williama Garity’ego rozpoczęły prace nad zupełnie nową technologią, która otrzymała roboczą nazwę Fantasound.
Główne zadanie postawione przed konstruktorami polegało na stworzeniu iluzji ruchu źródła dźwięku w ślad za odpowiadającym mu obrazem na ekranie. Stwierdzono, że przy instalacji dwóch głośników w odległości 5–6 metrów od siebie, możliwe jest uzyskanie takiego efektu, ale do tego nie wystarczy prosta regulacja balansu głośności. Problem został rozwiązany po wynalezieniu trójkanałowego systemu z płynnym przejściem dźwięku między lewym, środkowym i prawym głośnikiem za pomocą „potencjometru panoramicznego” (ang. Panoramic Potentiometer, Pan-Pot).
Drugi problem rozwiązany przez twórców systemu polegał na rozszerzeniu rozpiętości tonalnej, która we wcześniejszych systemach była niewystarczająca do odtwarzania wysokiej jakości muzyki. Z powodu cech technicznych optycznego zapisu nagrania, stosunek sygnału do szumu nie przekracza dla większości nagrań z tamtych lat 40 decybeli. Problem udało się rozwiązać za pomocą zmiennego wzmocnienia podczas odtwarzania sygnałów dźwiękowych: moc dźwięku ograniczano w scenach cichych, a zwiększano w scenach, gdzie hałasu było więcej. Odpowiedzialne za to urządzenie otrzymało nazwę „Togad” (ang. Tone-operated Gain Adjustment).

### Pierwsze nagrania

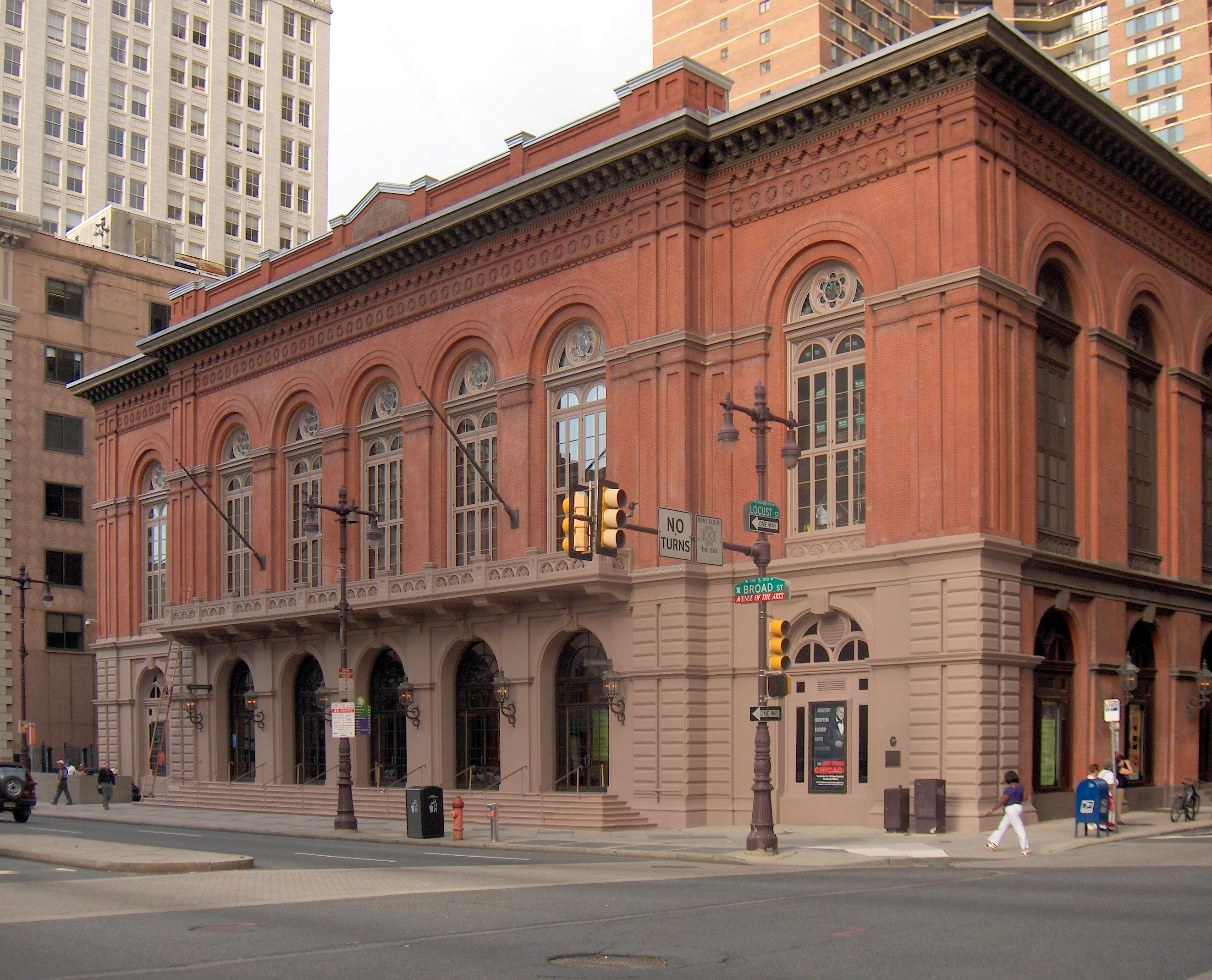
Budynek Akademii Muzycznej w Filadelfii, gdzie odbyło się nagranie utworów do filmu „Fantazja”

Walt Disney liczył na to, że nowy system ożywi zainteresowanie publiczności serią kreskówek o Myszce Mickey, tracącą popularność w połowie lat 30. W styczniu 1938 roku podjęto pierwsze próby nagrywania instrumentów orkiestry symfonicznej za pomocą kilku mikrofonów. W ten sposób powstała dziewięciominutowa ścieżka dźwiękowa do filmu Uczeń czarnoksiężnika z serii Silly Symphonies. Składało się na nią głównie scherzo pod tym samym tytułem autorstwa Paula Dukasa. W procesie produkcji uzyskano cenne doświadczenie na temat zgrywania różnych instrumentów w jeden utwór, ale sukces komercyjny filmu znalazł się pod znakiem zapytania z powodu kosztów produkcji, które przekroczyły 125 tysięcy ówczesnych dolarów. By zminimalizować straty, Disney zdecydował się wypuścić krótkometrażową kreskówkę jako film pełnometrażowy, pod roboczym tytułem Film-koncert.
Sesje nagraniowe w budynku Akademii Muzycznej w Filadelfii z udziałem Orkiestry Filadelfijskiej rozpoczęły się w kwietniu 1939 i trwały 7 tygodni. 33 mikrofony, rozstawione w różnych miejscach orkiestry, przekazywały sygnał do 8 aparatów do zapisu dźwięku zainstalowanych w piwnicy budynku. Ruch taśm filmowych we wszystkich urządzeniach był synchronizowany zgodnie z technologią przyjętą dla standardu Sync sound: wspólne źródło prądu przemiennego przekazywało napięcie do silników elektrycznych napędzających projektory.
Specjalne środki ostrożności zostały podjęte w celu zmniejszenia ryzyka pożaru z uwagi na wykorzystywanie podczas nagrań łatwopalnej taśmy filmowej na bazie nitrocelulozy. W związku z nimi w budynku jednocześnie mogło znajdować się nie więcej niż 18 rolek taśmy, a zapas przechowywano w furgonetce zaparkowanej w pobliżu. Sześć aparatów nagrywało ścieżki dźwiękowe poszczególnych sekcji orkiestry: wiolonczeli i kontrabasów, skrzypiec, altówki, instrumentów dętych i perkusji. Siódme urządzenie rejestrowało połączony sygnał wysyłany przez poprzednie sześć, a ósme podłączone zostało do zdalnego mikrofonu, nagrywającego wspólną scenę dźwiękową. Siódmy kanał później został wykorzystany bez zmian do zapisania ścieżki w jednokanałowym systemie sound-on-film, popularnym już wówczas w wielu kinach w USA. Z kolei ósmy kanał został wykorzystany przy tworzeniu wielokanałowych nagrań jako pierwsza próba „dźwięku przestrzennego”.

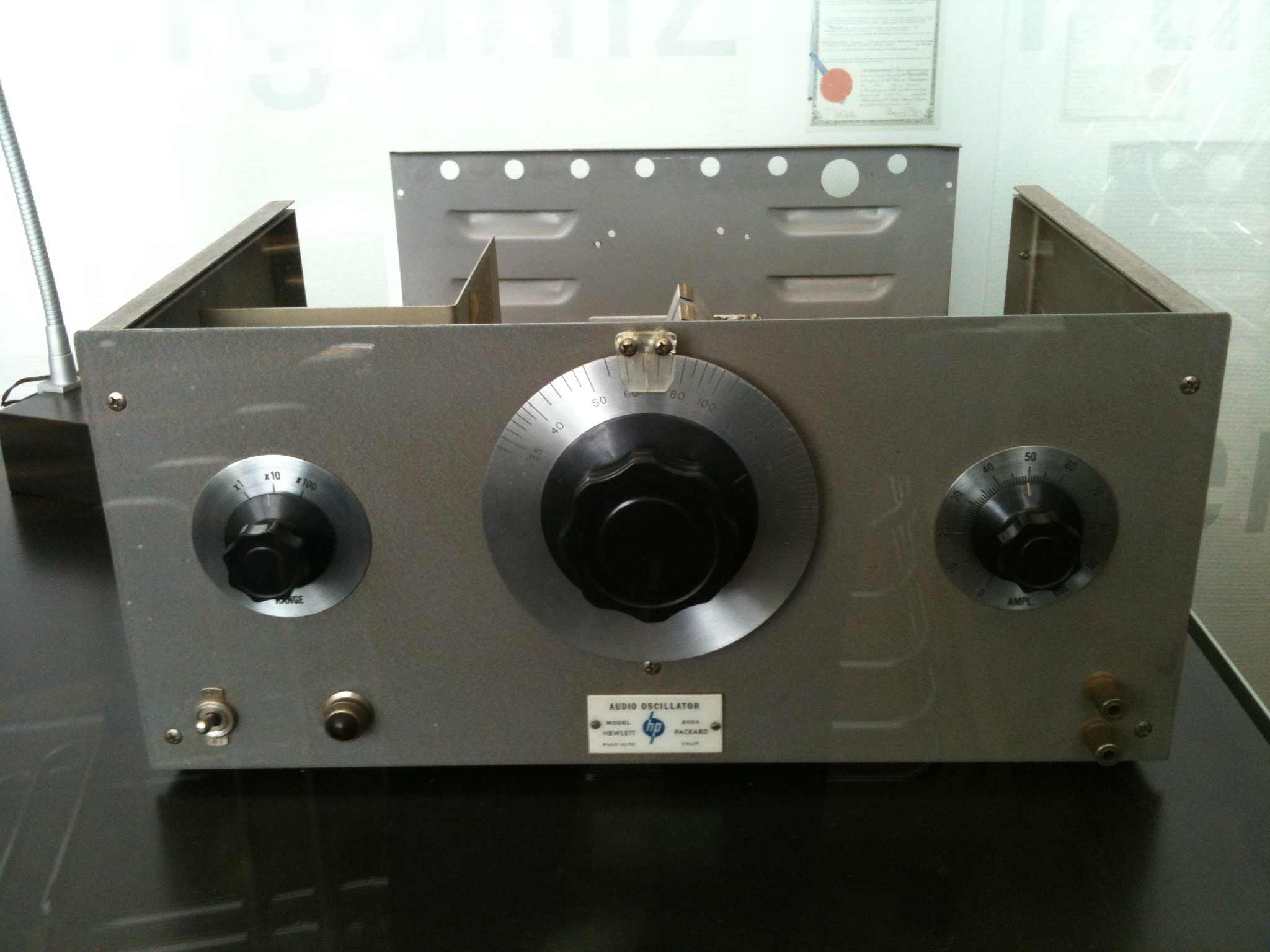
Na potrzeby nagrań w systemie Fantasound studio Walta Disneya zakupiło osiem oscylatorów HP200A od nowo powstałej firmy Hewlett-Packard. Studio stało się pierwszym dużym klientem firmy.

W trakcie nagrywania został dodany jeszcze jeden kanał z sygnałem odniesienia, przeznaczonym do wykorzystania przez animatorów. Każdy mikrofon został podłączony do głównego panelu sterowniczego, w którym operator wyciszał ręcznie poszczególne mikrofony gdy dla danej grupy instrumentów partytura w danej chwili nie przewidywała żadnych zadań. Rozwiązanie to służyło redukcji szumów. Równocześnie siedzący w piwnicy technicy kontrolowali dźwięk każdego z kanałów w słuchawkach, dostosowując jego poziom oscyloskopami.
Studio Walta Disneya stało się jednym z pierwszych klientów niedawno powstałej firmy Hewlett-Packard: na potrzeby produkcji kupiło u niej osiem generatorów drgań niskiej częstotliwości HP200A, służących do kalibracji sprzętu.
W ciągu 42 dni zespół nagrał 483 tysiące stóp taśmy filmowej (prawie 150 kilometrów), którą po wywołaniu wysłano do studia Disneya w Burbank, gdzie została zmontowana ostateczna wersja ścieżki. Oryginalny dziewięciokanałowy podkład dźwiękowy zapisany na poszczególnych taśmach filmowych został przekonwertowany w dwie ścieżki czterokanałowe, które następnie zapisano na wspólnej taśmie. Nagrana wcześniej w systemie jednokanałowym ścieżka dialogowa także została przekonwertowana w studio do wersji obsługującej trzy głośniki.

## Opis systemu
System Fantasound opierał się na wykorzystaniu dźwięku zapisanego na osobnej taśmie filmowej, która w kinie odtwarzana była wraz z taśmą zawierającą obraz za pomocą dwóch połączonych systemów transportu taśmy, zsynchronizowanych z projektorem za pomocą selsynu. Taśma filmowa wprowadzona do projektora zawierała czterokanałową ścieżkę dźwiękową zapisaną optycznie w postaci wykresu o zmiennej szerokości. Cztery ścieżki drukowano na taśmie po kolei za pomocą specjalnej drukarki optycznej, która jako źródło wykorzystywała cztery oddzielne taśmy z nagraniem poszczególnych kanałów: trzy z nich zawierały oddzielne kanały dźwięku, otrzymane w wyniku połączenia w studiu nagraniowym oryginalnych dziewięciu kanałów, a czwarta ścieżka zawierała sygnał sterujący. Powstały w ten sposób zapis optyczny zajmował całą szerokość taśmy filmowej i pozwalał na odtwarzanie z czułością do 1,25 mila (około 31 mikronów).
Taśmę filmową z sygnałem dźwiękowym oświetlano żarówką elektryczną. Powstały w ten sposób obraz we wnętrzu „filmofonografu” układ pryzmatów i luster rozdzielał na cztery osobne ścieżki. Każdy z otrzymanych w ten sposób promieni światła zmierzał systemem luster na jedno z czterech oddzielnych ogniw fotowoltaicznych, które konwertowały wahania natężenia światła na prąd tętniący, który służył do modulacji częstotliwości dźwięku.
Z otrzymanych czterech kanałów trzy niosły informacje dźwiękowe, a czwarty zawierał sygnał o zmiennej częstotliwości, który za pomocą systemu „Togad” kontrolował głośność odtwarzania. W ten sposób uzyskano możliwość znacznego poszerzenia zakresu dynamicznego na zasadzie zbliżonych do współczesnych systemów redukcji szumów. Liczbę i rozmieszczenie głośników zmieniano w trakcie prac nad nowym systemem kilkakrotnie. Ostatecznie powstało dziesięć różnych schematów rozmieszczenia głośników. Pierwszy z nich, stworzony jeszcze dla eksperymentalnego systemu dwukanałowego, składał się z jednego głośnika umieszczonego za ekranem i czterech znajdujących się w rogach sali. Komutacja tych ostatnich odbywała się ręcznie.
System w wersji Mark II został zaprojektowany dla odtwarzania ścieżki trójkanałowej i zawierał trzy dodatkowe głośniki: dwa w ścianach bocznych i jeden na suficie sali. Komutację również prowadzono ręcznie za pomocą potencjometru. Problemy wynikające z ręcznego miksowania zostały wyeliminowane w następnej wersji, Mark III, w której przełączanie ścieżek następowało automatycznie, na podstawie sygnałów czwartego kanału kontrolnego. Poza tą innowacją system Mark IV był podobny do Mark II. Aparat tego systemu został zamontowany w sali przeglądowej jednej z hal w wytwórni Disneya, jego część elektroniczna zawierała do 400 lamp elektronowych. Wersja Mark V pracowała tylko jeden dzień w nowym studio w Burbank, jednak z powodu błędu personelu została błędnie podłączona i uległa zniszczeniu. Następny system Mark VI był prostszy w wykorzystaniu: za głośność trzech kanałów dźwiękowych odpowiadały trzy osobne ścieżki kontrolne. To właśnie ta wersja została wykorzystana przy pierwszych próbach tworzenia ścieżki dźwiękowej filmu Fantazja.
Pierwszym seryjnie produkowanym przez przedsiębiorstwo RCA aparatem systemu Fantasound był typ Mark VII, uzupełniony o prostownik sygnału sterującego. Ostateczne miksowanie nagrań do Fantazji wykonano na kolejnej wersji, systemie Mark VIII, wyposażonym w prostownik dwupołówkowy. Przed premierą filmu urządzenia w tej właśnie wersji zostały zainstalowane w Nowym Jorku w kilku kinach. Po premierze opracowano jeszcze dwa warianty sprzętu Fantasound.

## Wdrożenie i upadek
Nowy sprzęt do odtwarzania filmów dźwiękowych zainstalowano w 14 kinach należących do sieci Disneya. Pozostałe kina i kinoteatry nie chciały inwestować w nowinkę techniczną, której kupno i instalacja kosztowały fortunę. Ostatecznie Fantazja stała się jedynym filmem pełnometrażowym wykorzystującym wielokanałowy optyczny system zapisu dźwięku. Jednak prace nad stworzeniem Fantasound stworzyły technologiczne i teoretyczne podstawy dla bardziej udanych powojennych systemów wielokanałowego dźwięku. Na przykład wypróbowana podczas prac nad nim zasada trzykanałowej stereofonii z czwartym kanałem sterującym w 1953 roku została wykorzystany przy tworzeniu standardu nagrań magnetycznych w formacie CinemaScope.